# Lajos Papp (résistant)
Pour les articles homonymes, voir Lajos Papp et Papp.
Lajos Papp, né le 8 mars 1906 à Tiszaroff, mort le 30 mars 1973 à Budapest, est un homme politique hongrois. Il fut également résistant en France pendant la Seconde Guerre mondiale.

## Biographie
Fils d'un forgeron, au sein d'une famille de neuf enfants, Lajos Papp connaît la misère pendant son enfance. Adhérent de la Fédération communiste de la jeunesse hongroise, il entre en clandestinité en 1923. Il se rend à Paris pour la première fois en 1937, et en 1939 le Parti communiste hongrois lui demande d'y fonder une revue en langue hongroise.
Pendant la Seconde Guerre mondiale, il est à la tête de la section hongroise des FTP-MOI avec Péter Mod et Géza Dunavolgy.
Rentré en Hongrie, il sera député sans discontinuer de 1947 jusqu'à sa mort en 1973 au sein de l'Assemblée nationale de Hongrie.